# Uridine cytidine kinase 2
L'uridine cytidine kinase 2 est une phosphotransférase qui catalyse les réactions :
ATP + uridine  {\displaystyle \rightleftharpoons }  ADP + UMP.
ATP + cytidine  {\displaystyle \rightleftharpoons }  ADP + CMP.
Cette enzyme intervient dans la biosynthèse de novo des nucléotides pyrimidiques. Le GTP et l'IMP peuvent servir de donneur de phosphate à la place de l'ATP.